# لینتون، کمبریج‌شر
لینتون (به انگلیسی: Linton) یک روستا و محله مدنی در بریتانیا است که در کمبریج‌شر جنوبی واقع شده‌است. لینتون ۴٬۵۲۵ نفر جمعیت دارد.